# Нежный восток
«Нежный восток» (англ. The Sweet East) — художественный фильм 2023 года американского режиссёра Шона Прайса Уильямса. Главные роли в нём сыграли Талия Райдер и Джейкоб Элорди.

## Сюжет
Главная героиня фильма —старшеклассница Лилиан, которая вместе с классом отправляется из Южной Каролины в Вашингтон и отстает от группы. На ресторан, в котором она находится нападает вооруженный человек, который считает, что в заведении находится тайная группа педофилов. Ее уводит в безопасное место политический активист-анархист Калеб, который приводит ее в дом, где он живет с другими диссидентами. Калеб и его друзья привозят Лилиан на акцию протеста, но обнаруживают, что отправились не в то место. Там она встречает Лоуренса, крайне правого профессора университета и сторонника нацизма, который предлагает ей пожить с ним в его доме.
Лилиан сообщает подруге, что она в безопасности, но не планирует возвращаться домой. Она видит в новостях сообщения о том, что её разыскивает полиция, которая опасается, что ее похитили. Находясь в доме Лоуренса, Лилиан видит скинхеда, который дает ему большую спортивную сумку. Она убеждает Лоуренса взять ее с собой в поездку в Нью-Йорк. Лилиан убеждает его снять номер в отеле на Манхэттене и раздевается перед ним. На следующий день Лилиан отправляет Лоуренса купить ей лак для ногтей. Пока его нет, она обыскивает сумку и находит ее полной денег; она берет сумку и уходит.
На улице её останавливают  режиссер Молли и продюсер Мэтью, которые хотят снять ее в своем фильме. Она приступает к съемкам, заигрывая со своим коллегой по фильму Ианом, известным актером. Папарацци фотографируют их на прогулке, снимки публикуются на обложке журнала. Ночью на съемочную площадку приходит скинхед в поисках Лилиан и денег; он и другие скинхеды открывают огонь и убивают многих актеров и съемочную группу.
Лилиан спасает член съемочной группы Мо, который прячет ее в уединенном сарае на территории исламской общины. Хотя сначала она остается там, опасаясь, что скинхеды все еще ее ищут, но позже видит в газете что они были пойманы полицией. Лилиан планирует сбежать, но ее видят Мо, его брат Ахмад и другие. Она притворяется соседкой, которая ищет сбежавшую собаку. Убегая через лес, Лилиан падает в обморок от истощения.
Она просыпается в монастыре, где священник сообщает ей, что ее спасли и о ее местонахождении уведомлена полиция. Вернувшись домой, Лилиан обнаруживает, что ее одноклассники теперь живут совсем другой жизнью, чем когда она видела их в последний раз. Пока ее семья отвлекается на телевизионные новости о теракте на футбольном стадионе, в результате которого погибли десятки тысяч человек, она выходит из дома и улыбается в камеру.

## В ролях
- Талия Райдер
- Джейкоб Элорди
- Саймон Рекс
- Айо Эдебири

## Релиз и восприятие
Первый показ фильма состоялся на Каннском кинофестивале 2023 года в рамках программы «Двухнедельник режиссёров». В октябре 2023 года картину показали и на кинофестивале в Нью-Йорке.